# RDS-4
RDS-4 (en ruso: РДС-4), también conocida como Tatyana, es el nombre clave de una bomba nuclear soviética. Fue la primera arma nuclear táctica de la Unión Soviética producida en masa. La bomba estuvo en servicio entre 1954 y 1965, y podía ser arrojada desde los aviones Tu-4, Tu-16, Il-28 y Yak-26.

## Diseño
Diseñada por el comité KB-11 a partir de las experiencias obtenidas con los dispositivos RDS-2 y RDS-3 en 1951, este dispositivo formaba parte de una rama de investigación de armas tácticas de pequeño tamaño, de la cual derivó la RDS-5, similar a la RDS-4, que empleaba un casco compuesto de plutonio-239/uranio-235. Esta arma era una bomba de fisión intensificada con una carga nuclear "levitante" de tipo implosión de plutonio. Su diseño constaba de una carga nuclear de plutonio igual a la de RDS-2, rodeada por una reducida capa de explosivos compuesta de partes iguales de TNT y RDX, lo que estaba suspendido por cables dentro de la carcasa. Tenía un diámetro aproximado de 1 m, un peso de 1200 kilogramos y su rendimiento nominal era de 30 kilotones (aproximadamente el doble que la bomba lanzada sobre Hiroshima).

## Historia
Luego de la construcción de los primeros tipos de armas nucleares soviéticas, las bombas RDS-2 y RDS-3, que fueron diseñadas para bombarderos pesados, el programa nuclear soviético enfrentó el problema de construir una bomba nuclear que permitiese ser usada como un arma táctica efectiva. Para el primer diseño creado se tuvo que reducir el diámetro de la carga nuclear 1,5 y la masa 3 veces. El primer producto fue conocido como "Tatyana", y utilizaba el mismo núcleo de plutonio de la RDS-2. Luego "Tatyana" pasó a ser "RDS-4". La bomba se probó por primera vez en 1953. La carga de la bomba fue utilizada como cabeza nuclear para los primeros misiles balísticos de alcance medio R-5M. Se pensó también utilizar la carga en cabezas nucleares para misiles balísticos marítimos, pero su rendimiento era demasiado bajo como para compensar la dispersión de estos.

### Pruebas
La primera detonación de un dispositivo RDS-4 ocurrió el 23 de agosto de 1953, a las 02:00 (hora GMT), en el Sitio de pruebas de Semipalatinsk. Fue llamada Joe-5 ( de Joseph Stalin) por los estadounidenses. Un avión IL-28, cuyo Comandante de tripulación era V. I. Shapovalov, acompañado de una copia de seguridad y dos MiG-17, arrojó la bomba a una altitud de 11 km. Los tripulantes de las aeronaves no tenían casi ninguna protección contra la radiación. El dispositivo explotó a 600 m del suelo, y la energía liberada fue de 28 kilotones. La prueba fue exitosa, y el diseño del dispositivo fue enviado para su producción en masa.
La primera prueba de un dispositivo RDS-4 con un misil ocurrió el dos de febrero de 1956 durante la Operación Baikal, donde un misil R-5M fue lanzado desde Kapustin Yar hacia Arelsk, Kazajistán.